# Серж Тоннар и Леготрип
Серж Тоннар и Леготрип (люкс. Serge Tonnar & Legotrip) — Люксембургская поп-рок-группа, существовавшая с 2009 по 2019. 

## История
Первый альбом — Legotrip — вышел в 2003 года, когда группа ещё являлась сольным проектом люксембургского музыканта Сержа Тоннара.
Второй альбом, вышедший в 2009, назывался Klasseklon. Альбом оказался достаточно успешным, а один из синглов — Belsch Plaasch — впоследствии много раз звучал на телевидении и стал хитом лета 2011 по мнению слушателей RTL.
В 2011 году выпустили песню Wat den Noper seet для люксембургского ситкома «Weemseesdet». В 2012 вышли сингл Discothèik и альбом Legolive, а также группа отправилась в турне по городам Люксембурга. В 2013 году по мотивам этого тура, получившешо название «Bopebistro», была написана книга, а в следующем, 2014 году, был снят документальный фильм режиссёра Янна Тоннара.
Третий альбом — Hämmelsmarsch — вышел в октябре 2013. В том же году был записан дуэт с Фернаном Фоксом, люксембургским актёром и музыкантом.
Альбом Vill Harmonie 2015 года представляет собой сюорник предыдущих песен, перезаписанных совместно с люксембургским камерным оркестром.  В 2017 вышел альбом Bommeleër Buddha.
Группа распалась в 2019, после ухода из неё двух участников-основателей по личным или профессиональным причинам.

## Дискография

### Студийные альбомы
1. Legotrip (2003)

2. Klasseklon (2011)

3. Legolive (2012)

4. Hämmelsmarsch (2013)

5. Vill Harmonie (2015)

6. Bommeleër Buddha (2017)

### Синглы
1. Kossovomoss (2003)

2. Crémant an der Chamber (2010)

3. Belsch Plaasch (2011)

4. Wat den Noper seet (2011)

5. Diskothéik (2012)

6. Laksembörg-Sitti (2012)

7. Ech si Lëtzebuerg (2013)

8. Déi kleng Chamber (2013)

9. Den Hit op RTL (2013)